# Кампос, Сильвия
Сильвия Кампос (исп. Silvia Campos Herosmo; 24 сентября 1972 года, Мексика, место рождения неизвестно) — известная мексиканская актриса

 и певица.

## Биография
Родилась 24 сентября 1973 года в Мексике. С самых ранних лет стала выступать на сцене и сниматься в теленовеллах. В 1989 году приняла участие в теленовелле «Просто Мария», где сыграла роль Виолетты, дочери Пабло и Амелии. Всего снялась в семи теленовеллах и одном сериальном ситкоме. В 1989 году стала обладателем премии газеты El Heraldo de México в категории «Надежда».
В Мексике более известна как певица. Начала выступать на сцене с 1990 года. В 1990—1994 годах была участницей мексиканской тинейджерской поп-группы Timbiriche. Пришла в группу в апреле 1990 года вместо Патти Танус. Диски, записанные Сильвией Кампос в 1994 году, дважды занимали верхние строчки в хит-парадах.

### Личная жизнь
В 1996 году вышла замуж за футболиста Мануэла Соля и, решив посвятить себя рождению детей, удалилась от публичной жизни. Супруги переехали в Гвадалахару.

## Фильмография

### Теленовеллы телекомпанииTelevisa
- 1988 — Сладкое желание — Херменхильда Агуадо «La Regular»
- 1989—1990 — Просто Мария — Виолетта Альвеар
- 1990 — Лицо моего прошлого — Йоланда
- 1991 — Шаловливая мечтательница — Барбара
- 1992 — Мария Мерседес — Диана Сан Роман (убита в 1-й серии)
- 1994—1996 — Розовые шнурки — Марсела
- 1997 — Моя дорогая Исабель — Мари

### Мексиканские теленовеллы свыше двух сезонов
- 1985—2007 — Женщина, случаи из реальной жизни (22 сезона) (снялась в двух сезонах в 1997 году)